# L'Alchimiste Parafaragaramus ou la Cornue infernale
L'Alchimiste Parafaragaramus ou la Cornue infernale er en fransk stumfilm fra 1906 af Georges Méliès.